# スローコメディ広告社
株式会社スローコメディ広告社（ - すろーこめでぃこうこくしゃ, SLOW COMEDY ADVERTISING Inc.）は日本の広告代理店。

## 概要
2003年の創業。小規模の広告を手がける広告代理店である。コメディ・コンテンツの制作会社「大日本生ゲノム」が前身。
創立者の須田泰成が提唱するスローコメディの理念に則った「ゆるさ」をモットーとする。
低価格での広告製作と効率の良い運営を身上とする。
キャスタリア株式会社と業務提携、社会人講座「キャスタリア・スクール」において、松尾貴史（スロコメ社UFO／クリエイティブ・アドバイザー）プロデュースによる「コメディ・コミュニケーションズ」講座の開講など。
下北沢のカフェ「スローコメディ・ファクトリー」、経堂の居酒屋「さばの湯」を経営。
また、落語家の春風亭昇太、マジシャンのパルト小石（ナポレオンズ）、俳優・タレントの松尾貴史、コピーライターの後藤国弘、鵜久森徹と共同で、世田谷区野沢のバー「bar-closed」も経営している。

## 沿革
- 2003年 須田泰成と松尾貴史によって「有限会社大日本生ゲノム」として創業。
- 2010年4月1日 社名を「株式会社スローコメディ広告社」に変更[1]。

## 企業体質
- 本格的なネット社会が到来し、小さな組織や個人がつくる「質の良いもの」にとっては好機であるとして、これからの広告宣伝とブランディングに必要なことは、

1. ネットにおける存在感をゆるく着実に高める。
2. ユーザーとのリアルなつながりをゆるく着実に育成＆熟成する。

の二点であると提唱。
- 自由闊達な雰囲気で、発想やスタイルを限定せず、あらゆる事物をポジティヴに捉えることの重要とする。